# Франц Антуан
Франц Антуан (нім. Franz Antoine, 23 лютого 1815 — 11 березня 1886) — австрійський ботанік, художник та фотограф.

## Біографія
Франц Антуан народився у Відні 23 лютого 1815 року. Він був сином ботаніка, садівника та помолога Франца Антуана (старшого) (1768–1834).
У 1865 році Антуан став придворним директором всіх імператорських придворних садів. Проте, в ході перетворення придворної служби саду йому довелося відмовитися у 1869 році від відповідальності за інші придворні сади, зберігши, проте, свою офіційну резиденцію в саду замку у Відні та зміг присвятити себе більш інтенсивній науковій діяльності.
Його фотографії, майже виключно присвячені дослідженню рослин, а також натюрморти були представлені на трьох виставках у Відні у 1864 році та у 1873 році, а також в Парижі у 1867.
Франц Антуан помер у Відні 11 березня 1886 року.

## Наукова діяльність
Франц Антуан спеціалізувався на насіннєвих рослинах.

## Наукові роботи
- Die Coniferen, 1840–1847.
- Der Wintergarten der K. K. Hofburg zu Wien, 1852.
- Coniferen des Cilicischen Taurus (zusammen mit Karl Georg Theodor Kotschy), 1855.
- Die Cupressineen-Gattungen: Arceuthos, Juniperus u. Sabina, 1857–1860.
- Phyto-Iconographie der Bromeliaceen…, 1884.